# Alassio
Alassio (ligur nyelven Arasce) település Olaszországban, Liguria régióban, Savona megyében. Lakosainak száma 10 059 fő (2023. január 1.). Alassio Albenga, Andora, Laigueglia és Villanova d’Albenga községekkel határos.

## Népesség
A település népességének változása:
| Lakosok száma | 10 821 | 10 791 | 10 059 |
|               | 2017   | 2018   | 2023   |